# 특권 (군주제)
국왕 대권(Royal Prerogative)이란, 영미법계(또는 군주제를 유지하는 일부 대륙법계)에서 군주의 고유 권한으로 인정되는 일련의 관습적인 권한·특권·면책의 집합체를 의미한다. 오늘날 정부에 널리 위임하여 행사한다. 이는 국왕이 국가 통치 과정에서 보유하던 일부 행정권을 정부에서 집행하는 수단이다.

## 역사
대부분의 입헌군주제 국가에서는 대권이 의회의 입법 권한에 의하여 폐지될 수 있다. 영연방 왕국에서는 이와 같은 원칙이 명예 혁명 당시의 헌정적 법령에 기초하고 있으며, 바로 이때 윌리엄 3세와 메리 2세가 초청되어 즉위하였다.
영국에서는 국왕 대권의 잔존 권한들이 정부수반에게 이양되어 있고, 지난 200여 년간 그 역할을 총리가 담당해왔다. 조약의 비준과 모든 금광·은광에 대한 광물권과 같은 혜택 역시, 정부 소속으로 간주된다.
영국에서 국왕 대권은 원래 의회의 동의 없이 군주가 단독으로 행사할 수 있는 권한이었다(이는 마그나 카르타 이후 일부 사안에서 의회의 권한이 강화된 후에도 그러하였다). 그러나 하노버 왕가가 집권한 후 이러한 권한은 경제적으로 중요하지 않은 소수의 예외를 제외하고 수상 또는 내각의 조언에 따라 행사되었다. 최소한 윌리엄 4세 시기부터 이들은 의회에 책임지는 위치이다(왕실과 관련한 사안을 제외하고는 전적으로 그러하다).
일반적으로, 덴마크와 노르웨이, 스웨덴과 같이 국민국가일 뿐 아니라 입헌군주제인 자유민주주의에서, 국왕 대권은 사실상 국가권력의 의례적인 역할로서 규정되어 기능한다.

### 장관의 국왕 대권 행사
오늘날 왕실 대권은 크게 두 가지 범주로 나뉜다:
- 의회의 승인 없이 장관이 직접 행사하는 권한 — 영국과 같은 일부 국가에서는 공무원 조직 규율, 여권 발급, 훈장 수여 등이 이에 포함된다.[2]
- 명목상 군주가 행사하되, 총리의 조언에 의거하여, 그리고 내각의 요청에 기반하여 집행되는 권한 — 이는 헌법적 관례에 따라, 군주가 실제로 수상 및 내각의 요구에 응하여 행사하는 방식이다.

정부의 주요 기능 중 일부는 여전히 국왕 대권을 통하여 수행되지만, 기능이 점진적으로 법제화됨에 따라 그 사용이 감소하는 추세이다.

## 영연방 왕국

### 영국
잉글랜드 왕국(1707년까지), 그레이트브리튼 왕국(1707~1800년), 그리고 영국(1801년부터)에서, 국왕 대권이 영연방 왕국 통치의 핵심적 요소 가운데 한 가지였다. 오늘날에도 이러한 성격은 유지되고 있다.
헌법 이론가 A. V. 다이시는 국왕 대권의 범위를 다음과 같이 정의하였다:
국왕의 본래 권한 중 남아 있는 부분이며, 따라서 이는 ... 어떤 시점에 국왕의 수중에 남아 있는 재량권의 잔여분을 가리키는 명칭이다. 이 권한은 실제로 국왕 자신이 행사하든, 국왕의 장관들이 행사하든 관계없다.

헌법이 성문화되어 있지 않다는 점에서, 국왕 대권의 범위는 명확히 규정하기 어렵다. 이 권한의 존재와 범위는 영국의 보통법에 의하여 결정되며, 따라서 특정한 대권이 존재하는지 여부에 대한 최종 판단은 법원이 내리게 된다. 그럼에도 불구하고, 일부 대권은 시간이 흐르면서 널리 인정되고 수용되어 왔으며, 일부는 점차 사용하지 않게 되었다.
국왕 대권은 헌법상 무제한이 아니다. 제임스 1세 치세인 1611년 포고령 사건에서, 잉글랜드의 보통법 법원은 국왕 대권의 한계를 결정할 권한을 자신이 가짐을 단호히 천명하였다. 이러한 해석은 1688년 명예혁명으로 윌리엄 3세와 메리 2세가 공동 군주로 즉위한 후에도 국왕으로부터 이의 제기를 당하지 않았다. 그 결과 법이 무엇인지, 어떤 의미인지 결정하는 것은 단연코 법원(들)의 고유 권한이라는 원칙이 수용되었다. 이는 사법권 개념의 핵심 전제이자 토대이며, 군주 자신 혹은 그 장관들이 지니는 행정권과 구별되는 독립적인 권력임을 보여주는 결정적인 기초 및 논거이다. 대부분의 경우, 군주는 당시 정부의 조언에 따라 혹은 추밀원을 통하여 간접적으로 국왕 대권을 행사한다.

#### 영국의 속령
일반적으로, 해외 영토(1983년부터 2002년까지 '종속 영토', 그 전에는 '왕령 식민지'로 불림)에서는 국왕이 국가 권력을 전적으로 보유하고 있는 것으로 간주된다. 실제로 직접 사용되지 않더라도, 이론적으로는 대권이 무제한적이고 자의적인 권한으로 간주된다. 다만, 영국의 해외 영토 중 사람이 거주하는 모든 지역은 각각 고유의 헌법을 갖추고 있으며, 이에 따라 현지 자치가 이루어진다.
대권의 절대성은 1774년 캠벨 대 홀 사건에서 제약을 받게 되었다. 해당 사건에서 법원은 일단 어떤 식민지가 대표 의회를 가지거나, 총독이 의회 소집 명령을 받으면, 국왕의 권위는 일반적으로 인정되는 제한된 대권으로 한정되며, 의회의 동의 없이 세금을 부과하거나 법을 변경할 수 없다고 판시하였다. 이리하여 영국령 서인도 제도의 여러 식민지는 '정착 식민지'라고 간주되었다. 그러나 19세기에 의회제정법을 통하여 왕령 식민지의 지위로 회귀하였다.
2009년 8월, 영국의 해외 영토인 터크스 케이커스 제도의 초대 수상 마이클 미식은 부패 및 권력 남용 혐의로 사임하였다. 이에 따라 법치 회복을 위하여 2009년 3월 18일 추밀원칙령을 통하여 영국 정부는 현지 정부에 대한 직접 통치를 단행하였으며, 이 조치에 따라 '제도'의 헌법 일부가 정지 개정되고, 모든 장관과 하원이 해임되었다. 이 조치는 국왕 대권의 행사가 아닌, '1962년 서인도법 및 기타 관련 법률'에 근거하였다. 실질적 입법과 행정의 권한은 국왕의 명의로 파견된 총독에게 부여되었다. 총독은 모든 해외 영토에서 그렇듯이 영국 정부의 지시에 따라 행동하며, 국왕 개인의 재량에 의존하지 않는다. 2012년 10월 새 헌법을 공포하였고, 2012년 11월 총선 후 현지 자치가 복원되었다.
2000년, 차고스 제도 사건에서, 고등법원은 영국령 인도양 지역의 행정관이 현지 주민을 추방하도록 제정한 지방 조례가 위법이라고 판시하였다.  이 결정은 당시 영국의 외무장관 로빈 쿡에 의하여 수용되었다. 이 조례는 국왕 대권이 부여한 권한 하에 제정된 입법 조치였지, 대권 자체의 직접 행사는 아니었으며, 부여된 권한의 범위를 넘었다고 판단되어 무효 처리되었다. 이 결정 이후 영국 정부는 동일한 목적을 달성하기 위하여 새로운 추밀원칙령을 발하였는데, 이는 국왕 대권의 전형적인 직접 행사에 해당한다. 그러나 이 조치 역시 고등법원에서 위법 판결을 받았고, 항소법원도 그러한 판결을 유지하였다. 하지만 2008년 10월 22일 수요일 영국 정부는 상원에서 이전 판결들에 대한 항소심에서 승소하였다. 상원은 3대 2의 다수의견으로 해당 추밀원칙령이 적법한 권한 행사의 일환이었다고 판시하였다. 상원의 판결문에서, 법관들은 당시 정부가 1960년대 미국 공군기지를 위한 명목으로 차고스 제도의 주민 약 2천 명을 강제로 이주한 행위는 도덕적으로 부당한 일이었음을 인정하였다. 그럼에도 불구하고 다수의견을 낸 판사들은 해당 추밀원칙령에서 법적 하자를 찾을 수 없다고 판시하였다.

### 캐나다
캐나다에서, 국왕 대권은 대체로 영국의 그것과 유사한 성격을 띠고 있으며, 헌법적 관례에 의하여 제한된다. 실제로 이 권한은 연방 차원에서 총독이 추밀원(사실상 연방 내각)의 권고에 따라, 지방 차원에서는 각 주의 부총독이 주 정부 내각의 조언을 받아 행사한다. 캐나다의 국왕 대권은 주로 1867년 영국령 북아메리카 법 제3부, 특히 제9조에 규정되어 있다.
외교권은 국왕 대권의 일환이며 선전포고와 파병도 대권에 속해있지만, 오로지 연방 내각(연방정부)을 통하여 행사한다. 이는 1867년 영국령 북아메리카 법 제9조와 제15조에 근거한다. 이러한 권한을 행사할 때에는 예산 승인을 제외하면 법률이나 다른 형태의 의회 승인이 필요하지 않다. 다만 과거에는 캐나다가 전쟁에 참여하거나 교전이 확대될 때 내각이 의회에 상의를 구한 사례도 있다. 또한 연방 정부는 조약을 비준할 수 있다. 앞서 언급한 것처럼, 조약이 국제적 효력을 가지는 데는 의회의 승인이 필수가 아니지만, 국내에서 법적 효력을 가지려면 1867년 영국령 북아메리카 법 제91조와 제92조에 따른 권한 분배 하에 연방 의회 또는 각 주의 의회가 별도의 법률을 제정해야 한다. 체결을 고려 중인 조약들이 비준에 앞서 논의하기 위하여 의회에 제출된 경우도 가끔 있다. 하원의원들은 외교 분야에서 국왕 대권의 사용을 축소해버리고 의회의 역할을 확대하기 위한 법안을 발의한 바 있다. 상원의 상임위원회 역시 때때로 같은 취지의 요청을 해왔다.
여권의 발급 역시 캐나다에서 국왕 대권 내에 머물러 있다. 외교부 장관이 국왕을 대신하여 여권을 발급하는 조건은 총독이 발행한 캐나다의 여권 명령에 명시되어 있다. 캐나다 정부는 국왕 대권을 두 차례 행사하여 캐나다 시민인 압두라흐만 카다르와 페이트 카멜에게 여권을 발급하기를 거부한 적이 있다. 연방법원, 연방항소법원, 궁극적으로 캐나다 대법원까지 소송이 제기되었으나, 둘 중 누구에게도 유리한 판결을 내리지 않았다.
캐나다에서 국왕 대권은 훈장의 수여에도 적용된다. 이는 온타리오 항소법원이 블랙 대 크레티앵 사건에서 설명한 바 있다. 이 사건은 캐나다에서 태어난 영국인인 콘래드 블랙이 영국 상원의원으로 임명될 자격이 있는지 논하는 것이었다. 은사권과 같은 다른 형태의 국왕 대권도 캐나다의 법적 맥락에서 존재하지만, 형사사건에 있어 대부분 법률 조항에 의하여 대체되었다.

### 기타 영연방 왕국
다른 영연방 왕국에서는, 국왕 대권의 행사가 군주를 대리하는 총독에 의하여 이루어질 수 있으며, 또는 그렇게 하도록 명시적으로 위임되어 있다. 이를테면 오스트레일리아의 경우, 국왕 대권은 군주에게 귀속되지만, 호주 총독이 통수권을 행사할 수 있고, 이는 호주 헌법에 정의되어 있다.
영연방 왕국의 헌법은 국왕 대권의 범위를 강하게 제한할 수도 있다. 경우에 따라, 일반적으로 왕실 대권을 필요로 하는 정부의 행위가 헌법, 혹은 입법 행위에 의하여 다른 방식으로 시행될 수 있다. 예를 들어, 영국에서는 과거 조기 총선을 소집하는 권한이 순수한 국왕 대권에 속했으나, 이후 의회의 법률에 따라 그 발동 조건이 명문화되면서 입법 통제를 받게 되었다.

## 스페인
1978년 스페인 헌법에서, 제2편 "국왕" 제62조는 국왕의 권한을 규정하고 있으며, 제4편 "정부와 행정" 제99조는 정부 구성에서 국왕의 역할을 정의한다. 또한 제6편 "사법권" 제117조와 제122~124조는 나라의 독립적 사법부에서 국왕이 수행하는 역할의 개요를 서술한다. 하지만 후안 카를로스 1세가 확립한 헌정적 관례에 따라 국왕은 정치적으로 중립적이고 독립적인 지위를 유지하면서 정부의 조언을 청취한 후에 대권을 행사하도록 되어 있다. 정부의 조언이 반드시 국왕을 구속하는 것은 아니며, 헌법에 명시적으로 규정된 경우에 그것을 따를 의무가 있다.
국왕은 다음과 같은 직무를 수행해야 한다:
a. 법률을 재가 및 공포하고;
b. 헌법에 따라 의회를 소집 및 해산하고 선거를 공고하며;
c. 헌법에 규정된 경우 국민투표를 실시하고;
d. 총리 후보자를 지명하고, 필요한 경우 헌법에 따라 그를 임명 혹은 해임하며;
e. 총리의 요청에 따라 정부 각료를 임면하고;
f. 국무회의에서 의결한 법령을 공포하고, 민간 및 군의 공직을 수여하며 법률에 따라 훈장과 포상을 수여하며;
g. 국정 사안에 대한 보고를 받기 위하여, 총리의 요청이 있을 경우 자신이 적절하다고 판단하는 때에 국무회의를 주재하고;
h. 군에 대한 통수권을 행사하며;
i. 법률에 따라, 일반사면은 허용되지 않는다는 전제 하에 사면권을 행사하고;
j. 왕립 학술원에 대한 최고 후원자의 지위를 행사한다.

## 같이 보기
- 국가원수의 재량권
- 왕권신수설
- 영국의 대권행위
- 의회에 있어서의 왕
- 재가 (입헌군주제)
- 칙허장
- 특허증
- 행정위임입법

## 참고 자료
1. ↑  문맥상, 영연방 왕국에서는 군주 대신 크라운이라는 단독법인으로 가리킨다.

## 관련 서적
- A. B. Keith, The King and the Imperial Crown (1936)
- Joseph Chitty, The Prerogatives of the Crown (monograph from 1820)
- Stanley de Smith and Rodney Brazier, Constitutional and Administrative Law
- 월터 배젓, 《영국 헌정》 (지식을만드는지식, 2025)
- Blick, Andrew. 2014. "Emergency powers and the withering of the Royal Prerogative." International Journal of Human Rights 18, no. 2: 195–210.